# ضريح شاهزادة غرجي
ضريح شاهزادة غرجي (بالفارسية: آرامگاه شاهزاده گرجی) هو ضريح تاريخي يعود إلى القاجاريون، ويقع في طهران.